# Whitley Bay
Whitley Bay (do roku 1944 Whitley) je přímořské město v severovýchodní Anglii. Leží přibližně deset mil východně od Newcastlu, s nímž je propojeno metrem. Nejstarší zmínky o dnešním Whitley Bay pochází z doby kolem roku 1100. Mezi místní dominanty patří nedaleký Ostrov Panny Marie s majákem, při odlivu přístupný pěšky. Přímo ve městě se nachází osm kostelů: dva baptistické, dva katolické, dva anglikánské, jeden metodistický a jeden Sjednocené reformované církve (druhý v roce 2017 vyhořel). Whitley Bay je sídlem fotbalového klubu založeného roku 1897, dále hokejového, jenž vznikl v roce 1957, a ragbyového (od 1887). Mezi významné rodáky patří válečná reportérka Kate Adie a biolog Colin Pittendrigh.